# دار دونكر للثقافة

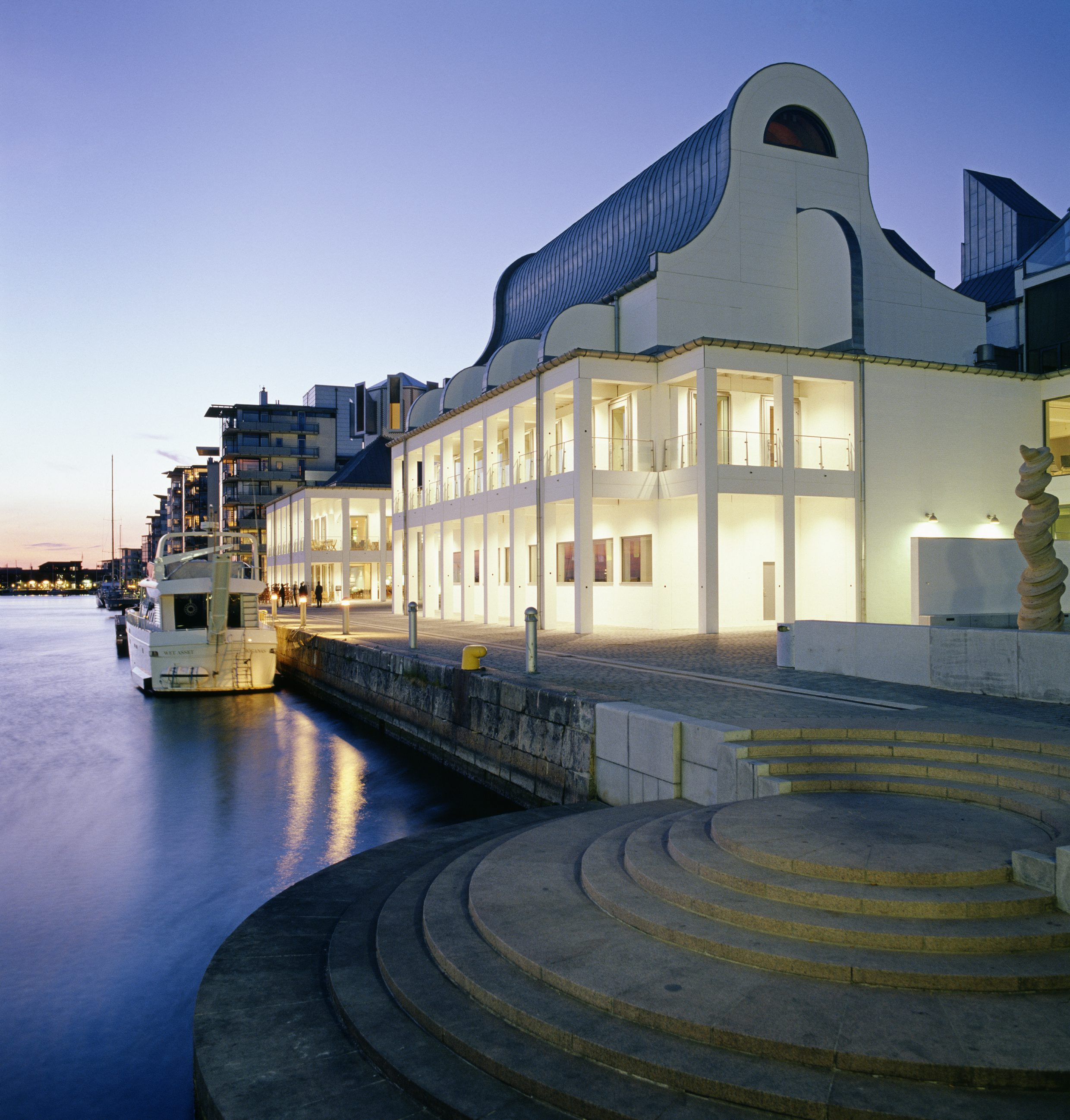
دار دونكر للثقافة

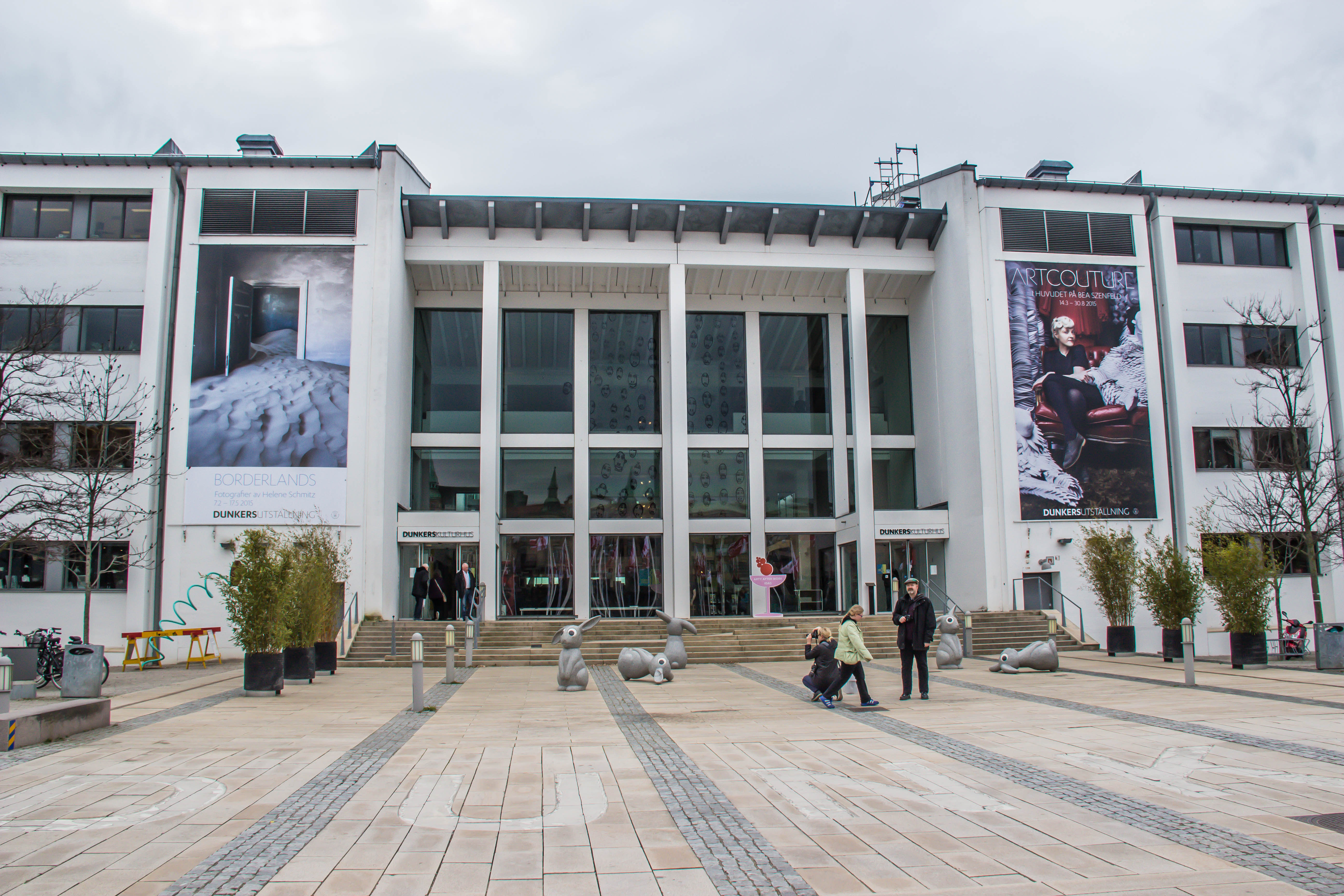
المدخل الرئيسي وواجهة البناء

دار دونكر للثقافة (Dunkers kulturhus) متحفٌ ومركزٌ فني يقع في مدينة هلسينغبوري ، السويد، وهو متحف التراث الثقافي لمدينة هلسينغبوري وتتمثل فكرة إقامة هذه الدار في تتبع التاريخ منذ العصر الجليدي حتى العصر الحديث.
صمم هذه المنشأة المهندسُ المعماري الدنماركي كيم أوتزون، وأطلق عليها هذا الاسم تيمناً برجل الأعمال والصناعي هنري دونكر (1870-1962) حيث قام صندوق هنري وجيردا للأعمال الخيرية (Henry och Gerda Dunkers donationsfond) بتوفير التمويل لبناء هذه المنشأة. ومن الجدير بالذكر أن هنري دونكر رجلُ أعمال سويدي كان يمتلك ويدير شركة تريلليبوري وهي أكبر شركة تصنيع لمادة البوليمر والمطاط والبلاستيك في مدينة هلسينغبوري. وشغل دونكر قبل عام من وفاته (1962) منصب رئيس مجلس إدارة شركته (شركة تريلليبوري لصناعة المطاط المحدودة / Trelliborgs Gummifabriks AB)، ويُذكر أن لدى الشركة (24000) موظف موزعين على (50) منفذ تجاري حول العالم.
قامت ولية العهد الأميرة فيكتوريا بافتتاح دار دونكر للثقافة في 27 أبريل / نيسان 2002، وبلغت التكلفة الإجمالية للمشروع (300) مليون كرون سويدي بما في ذلك تكلفة الديكورات الداخلية للمبنى.

## روابط خارجية
- الموقع الرسمي لدار دونكر للثقافة
- الموقع الرسمي لشركة تريلليبوري